# Ernst-Günther Schenck
Ernst-Günther Schenck (Marburgo, 3 ottobre 1904 – Aquisgrana, 21 dicembre 1998) è stato un medico e militare tedesco.
Medico e membro delle SA e successivamente iscritto al NSDAP, a causa di un incontro casuale con Adolf Hitler durante gli ultimi giorni della seconda guerra mondiale, le sue memorie si sono dimostrate di grande valore storico. I suoi resoconti di questo periodo sono stati pubblicati da Joachim Fest e James P. O'Donnell, soprattutto in merito al suicidio di Hitler. Sono stati anche alla base del film La caduta - Gli ultimi giorni di Hitler nel 2004.

## Biografia
Dal 1933 fece parte come medico delle SA, organizzazione paramilitare nazista durante la Repubblica di Weimar. L'anno successivo, alla fine del mese di giugno, con la Notte dei lunghi coltelli, Hitler si sbarazzò dei vertici delle SA, che ormai contavano centinaia di migliaia di aderenti e che rappresentavano l'ala intransigente ed estremista del nazismo, che potevano creare seri problemi all'ascesa al potere del futuro Führer. Successivamente, riorganizzate da Viktor Lutze, furono affiancate e sottoposte alle SS.
Nel 1937, entrò a far parte del NSDAP e divenne membro di varie organizzazioni naziste, come per esempio l'associazione dei medici nazisti, di cui era presidente Leonardo Conti, tristemente noto per i suoi esperimenti medici nei campi di concentramento, assieme con l'altro criminale nazista Josef Mengele. È assai probabile che, come medico, abbia aderito al partito nazista per far carriera più in fretta, metodo usato anche da altri medici.
Dal 1939 al 1945, su ordine di Heinrich Himmler, diresse il Dipartimento di "Nutrizione" presso l'Associazione medica Reich a Berlino e consigliere presso l'Istituto di scienza e nutrizione delle piante medicinali di Dachau.
Durante la guerra, fu attivamente coinvolto nella creazione di una grande piantagione di erbe medicinali nel Campo di concentramento di Dachau, che conteneva oltre 200.000 piante, dalle quali venivano prodotti integratori vitaminici per le Waffen-SS. Sviluppò una salsiccia proteica, destinata alle truppe SS in prima linea. La sperimentazione fu testata su 370 detenuti nel campo di concentramento di Mauthausen-Gusen, parte dei quali morirono per edema da fame. Nelle sue memorie, ha dichiarato che la sua unica preoccupazione era migliorare la nutrizione e combattere la fame. Tuttavia, un rapporto del 1963 lo condannò perché "trattava gli umani come oggetti, come porcellini d'India". Nella Repubblica federale tedesca non gli fu permesso di continuare la sua carriera medica.
Secondo Hans Bottger, sergente delle Waffen-SS, con la 1. SS-Panzer-Division "Leibstandarte SS Adolf Hitler" lasciò il suo incarico di governo per recarsi al fronte orientale per il cosiddetto "apprendistato della Croce di ferro", durante la prima campagna dei tedeschi. Lavorava come medico del battaglione, ma in seguito alla morte del comandante, si ritrovò a prendere il comando di una batteria di cannoni. Per questo gli fu assegnata la Croce di Ferro di Seconda Classe.
Nell'aprile 1945, durante la battaglia di Berlino, si offrì volontario per lavorare in una stazione di pronto soccorso situata nella grande cantina della Cancelleria del Reich, vicino al Führerbunker. Sebbene non fosse stato addestrato come chirurgo, eseguì tuttavia operazioni chirurgiche importanti, aiutato e diretto dal dottor Werner Haase, che era stato uno dei medici privati di Hitler, ma fortemente indebolito dalla tubercolosi, tanto che spesso doveva sdraiarsi mentre gli dava consigli verbali. Nei sette giorni in cui lavorarono insieme, Schenck e Haase eseguirono "trecentosettanta operazioni". In seguito, ricordò le terribili condizioni e quell'esperienza parlando con l'autore e storico James P. O'Donnell.
Mentre i russi avanzavano ed erano ormai a pochissimi chilometri, vide Hitler in persona due volte, per pochi minuti: una volta per ringraziare i medici e gli infermieri del pronto soccorso, e una volta in relazione al proprio matrimonio con Eva Braun nel bunker il giorno precedente alla morte. Dopo un tentativo di fuga, fu catturato dall'esercito sovietico il 1º maggio 1945 e portato in Russia. Fu rilasciato nel 1953, sebbene altri testi riportino il 1955, e tornò a casa, nell'allora Germania occidentale.
Prima di scrivere le sue memorie, fu intervistato da James O'Donnell per il libro Die Katakombe - Das Ende in der Reichskanzlei, dove si narrano alcuni dei suoi ricordi sugli ultimi giorni di Hitler, supponendo che Hitler potesse soffrire del morbo di Parkinson.

## Filmografia
- La caduta - Gli ultimi giorni di Hitler (Der Untergang), 2004, regia di Oliver Hirschbiegel, interpretato da Christian Berkel.